# سینت لویس (اکلاهما)
سینت لویس(به انگلیسی: St. Louis) شهری در ایالت اکلاهما کشور ایالات متحده آمریکا است که جمعیت آن در سرشماری سال ۲۰۱۰ میلادی، ۱۵۸ نفر بوده‌است.